# كيفن كونولي
كيفن كونولي (بالإنجليزية: Kevin Conolly)‏ هو سياسي أسترالي، ولد في 31 ديسمبر 1958. حزبياً، نشط في New South Wales Liberal Party ‏. في 2011 New South Wales state election ‏، انتخب عضو الجمعية التشريعية نيو ساوث ويلز عن دائرة Electoral district of Riverstone ‏ (26 مارس 2011 – ).